# Avesnes-en-Saosnois
Avesnes-en-Saosnois – miejscowość i gmina we Francji, w regionie Kraj Loary, w departamencie Sarthe.
Według danych na rok 1990 gminę zamieszkiwało 105 osób, a gęstość zaludnienia wynosiła 18 osób/km².